# Heligmonevra insularis
Heligmonevra insularis là một loài ruồi trong họ Asilidae. Heligmonevra insularis được Engel miêu tả năm 1927. Loài này phân bố ở vùng nhiệt đới châu Phi.